# Якубово (Мронґовський повіт)
Якубово (пол. Jakubowo, нім. Jakobsdorf) — село в Польщі, у гміні Пецки Мронґовського повіту Вармінсько-Мазурського воєводства.
Населення — 143 особи (2011).
У 1975-1998 роках село належало до Ольштинського воєводства.

## Демографія
Демографічна структура станом на 31 березня 2011 року:
|          | Загалом | Допрацездатний вік | Працездатний вік | Постпрацездатний вік |
| -------- | ------- | ------------------ | ---------------- | -------------------- |
| Чоловіки | 80      | 15                 | 58               | 7                    |
| Жінки    | 63      | 9                  | 33               | 21                   |
| Разом    | 143     | 24                 | 91               | 28                   |